# Baumgartgeier
Baumgartgeier är ett berg i Österrike.   Det ligger i distriktet Zell am See och förbundslandet Salzburg, i den centrala delen av landet, 300 kilometer väster om huvudstaden Wien. Toppen på Baumgartgeier är 2 162 meter över havet.
Terrängen runt Baumgartgeier är bergig åt nordost, men åt sydväst är den kuperad. Närmaste större samhälle är Westendorf, 17,2 kilometer norr om Baumgartgeier. 
Trakten runt Baumgartgeier består i huvudsak av gräsmarker. Runt Baumgartgeier är det ganska glesbefolkat, med 34 invånare per kvadratkilometer.